# Yumuktepe
Yumuktepe (ou Yümüktepe) é um tumulus (mamoa; montículo artificial) onde se encontra um povoado fundado no 7º milénio a.C., situado atualmente no perímetro urbano da cidade de Mersin, na parte oriental da costa mediterrânica da Turquia. Em 1936 o tumulus encontrava-se na periferia da cidade, mas o rápido aumento da população fez com que o monumento se encontre atualmente no distrito urbano de Toroslar.
As primeiras escavações no local foram levadas a cabo entre 1936 e 1938 pelo arqueólogo britânico John Garstang, o fundador do Instituto Britânico em Ancara (BIAA).[a]. Os trabalhos de Garstang revelaram um assentamento neolítico cuja ocupação perdurou até à Idade Média. As escavações foram interrompidas durante a Segunda Guerra Mundial e alguns documentos foram perdidos durante um bombardeamento aéreo da Universidade de Liverpool. Depois da guerra, Garstang continuou as escavações, juntamente com Veli Sevin, da Universidade de Istambul, e Isabella Caneva, da Universidade La Sapienza de Roma.
Foram identificados 23 níveis de ocupação, o mais antigo datado de 6 300 a.C. Os utensílios desenterrados mais antigos são feitos de pedra ou cerâmica. A agricultura e a pecuária (ovelha, cabras, bovinos e suínos) encontravam-se entre as atividades económicas dos habitantes de Yumuktepe. No nível correspondente a aproximadamente 4 500 a.C., existe uma fortificação, uma das mais antigas do mundo. De acordo com Isabella Caneva, durante o Calcolítico foi usado em Yumuktepe um alto-forno primitivo de cobre. Supõe-se que a povoação estivesse há beira-mar, mas devido ao aluvião do Rio Müftü, o local encontra-se atualmente a 2,5 km do Mediterrâneo.
Durante a era histórica, Yumuktepe fez parte de Quizuatena, o reino vassalo do Império Hitita. Num documento de 1 440 a.C., é mencionada a cidade de Pitura. Pitura pode ser o antigo nome do povoado. Ao que parece, à semelhança da maior parte das terras hititas, Yumuktepe foi pilhada por povos marítimos europeus no século XIII a.C.. A cidade foi também atacada pelo Império Assírio, da Alta Mesopotâmia. Durante o Império Romano áumuktepe foi uma cidade relativamente pouco importante chamada Zefírio. O imperador Adriano (117-138 d.C.) mudou o nome da cidade para Adrianópolis. Durante o Império Bizantino, a cidade vizinha de Solos, 10 km a oeste, floresceu e Yumuk foi abandonada.